# 蟲，眼球系列
《蟲，眼球系列》是當時年僅18歲的日日日在MF文庫J出版的輕小說系列。插畫家是三月MOUSE。並獲得了第1回MF文庫J輕小說新人獎：編集長特別賞。並由漫畫家淺見百合子改編成漫畫版，且有發行廣播劇CD。
原本是一集完結的短篇參賽作，因出版社要求而改寫為中長篇作品，所以第一集跟後續設定有不少更動的部分。

## 劇情概要
女高中生宇佐川鈴音，原本和戀人同時是老師的 賢木愚龍過著幸福的日子，直到一天出現一個拿湯匙當武器的少女－眼球堀子，打破了日常，三人漸漸捲入了以上帝的蘋果為中心的漩渦中。

## 登場人物
※聲是指CD版的配音　 

### 主要人物
宇佐川鈴音
聲：小清水亚美
本書主角，私立觀音逆崎高中學生，在跳海自殺時，被賢木愚龍救起來，在生與死的交界得到了神的碎片蘋果因此成了不死之身，卻也因此被尋找蒐集蘋果的蟲盯上了，陷入了危機，而其實她還隱藏了某個秘密...
其實她的真實身分是故事發生的舞台『蟲.眼球世界』的『上帝』，她是個因為失戀而自殺的少女－芥川白雪，而故事發生的舞台是她在彌留之際在心中創造出的世界。後來她使用了身為上帝擁有的能力，重新創造了世界，並離開了『蟲.眼球世界』回到現實生活中，日後成為了一個高中老師，並把在『蟲.眼球世界』發生的事寫成了小說，後來又因為某些原因以宇佐川鈴音的外表回到了『蟲.眼球世界』，在事情解決後回到了現實。
眼球掘子
聲：能登麻美子
本書主角，得到蘋果的少女，和蟲戰鬥千年，在知道宇佐川鈴音的體內有蘋果後想要殺了她來避免她受到蟲的迫害。可惜太晚了，後來就成了宇佐川鈴音的朋友，決心守護她，可是她自己卻有個本人也不知道的命運。
其實她是象徵少女芥川白雪所服的毒藥而產生的，命運是殺死上帝在該世界的存在－宇佐川鈴音，這個命運連本人都不知道，只有懷著野心的最弱和藉著世界的理解力而得知真相的一人房知道，眼球掘子是經由一人房的告知才知道自己的命運，但是在最後決戰時，為了拯救即將死去的上帝，她挖出了自己的心臟，不過鈴音使用了身為上帝的能力把毒蘋果的身分轉換到一隻蝴蝶身上，解除了她身上的枷鎖。
在世界重新構築後，她是唯一記得之前世界的少數人之一，變成了普通的少女，成為了樹夫和火乃的親生女兒，名字成了偽原栗子
賢木愚龍
聲：川田紳司
本書主角，賢木財團的繼承者，遇上宇佐川鈴音後就深深的愛上了她，因而跑去擔任逆崎觀音高中宇佐川鈴音的班導師，完美無缺的男子，為了宇佐川鈴音可以付出一切。在重新構築後的世界繼續擔任高中教師，在鈴音回來時，對鈴音學會抽菸這件事感到打擊。

### 七大碎片
肉山囓
【一人房】
本名不祥，國籍不祥，外型是個紅髮的小男孩，被封印多年，後來被破局找到成為她的同居人，還被她命名為──肉山囓。擁有創造和改變世界的能力，被稱作最接近上帝的碎片。相對於上帝的腦隨
後來因為使用過多的能力而喪命，在世界重構築後再度回到被封印的狀態，且失去之前的記憶，不過又被Break找到，之後和她一起住在『毒谷』。
Breaksun=Hansel Main（ブレイクサン＝ヘンゼルマイン）
【破局】
本名Breaksun=Hansel Main，外型是個染綠髮的女子，住在和鈴音相同的公寓，是個業餘歌手，不知道自己破局的身分，因為破局的能力─因果蕩然所以無法被他人注意到，只有在唱歌的時候除外。相對於上帝的傳達器官。因為留在不受即將死亡的上帝回收碎片波及的公寓所以成為少數留有前世界記憶的人。後來又找到被封印的一人房，並集結自己的弟妹們成立『毒谷』，為了不再傷害到一人房，因此學會使用身為破局的力量。已經正式以歌手身分出道了。
殺原美名
【殺菌消毒】
本名殺原美名，外型是個少年白的女子，在得到稱作殺菌消毒的大碎片前是個有潔癖的護士，因為絕食而死，被神的大碎片其中的殺菌消毒附身，由於殺菌消毒的能力和不快逆流成對，所以連帶的她的妹妹殺原蜜姬也被神的大碎片其中的不快逆流附身而失去原本的人格。能力是藉著兩罐噴霧TYPE-A/B來施展，TYPE-A-消滅霧及TYPE-B-固定霧，以及吞下兩種噴霧後本體變成的霧-TYPE-C，擁有可以吞噬一切的諾亞大洪水的能力。相對於上帝的消化器官。
因為和最弱的戰鬥兩敗俱傷，所以死亡，並忘記前個世界的最終之戰，擔任護士的工作，病還保持著殺菌消毒的任務。
殺原蜜姫
【不快逆流】
本名殺原蜜姬，外型是個戴著有鼠耳裝飾的帽子和裝飾用鼠尾巴裝扮的少女，是殺原美名的妹妹，因為殺原美名被和不快逆流成對的殺菌消毒附身，連帶著她也被不快逆流附身，本來的人格為了配合不快逆流的能力而被扭曲，喜歡吃甜的不得了的巧克力聖代，最愛姊姊。能力是藉著手上戴著的大的很誇張的可愛手套抓住敵人的敵意和攻擊丟進她肚子上的另一隻嘴巴，轉化成攻擊還給對方，也就是因果報應的能力，可是只限於帶著惡意敵人才有用，當她受到超出忍受的傷害時就會變成墮天使的一面，變成淹沒一切的不快逆流。和殺菌消毒都是執行除滅怪物的工作。相對於上帝的排泄器官。
在最終之戰時被最弱殺死，世界重生後，仍然和姐姐一起執行工作。
賢木Joker
【淚歌】
本名賢木Joker，外型是個金髮女子，是賢木願鳳的妻子，愚龍和龍惠的母親，因為得到淚歌的碎片後才生下龍惠，那時的她在法律上已經死了，所以才把龍惠交由賢木家的分家-黑木家扶養，害怕所有事物，所以和最弱合作，用賢木財團的勢力建造了永遠事務所，打算避免死亡。能力是全知全能的感覺能力和操控空氣的流動，全知全能的感覺能力也可以用來使對手失去所有的感覺，變成無法移動的狀態。相對於上帝的感覺器官。
原本目的是讓自己不會死而和最弱合作，但是最後被眼球掘子打倒後，奄奄一息時被身為以前好友的最弱殺死。
在重生後不再想讓自己不死，和賢木願鳳住在一起，夫妻感情很好，常常拌嘴。

【最弱】
本名Moon Rainbow，在得到最弱的碎片前是個有天份的魔術師，原本名字只有Moon，Rainbow是為了表演而加上的姓氏，為了向奪走她的一切的藝人競爭者報仇，憤怒的時候被最弱的碎片附身，殺掉了仇人，發現了世界的真相和上帝的真實身分，打算取代她自己成為上帝並建造一個公平的世界。能力是自己的變形和改造其他人使其成為她的手下，被她改造的人被稱作怪物，分成能力系和變身系，手長鬼就是其中之一。相對於上帝的骨和肉。
和殺菌消毒兩敗俱傷，最後只剩一顆頭的情況下被嘆木狂清當成怪物射殺。
在重生後成為一名普通的魔術師，沒有使用最弱的變形能力掩飾自己被毀容的臉，也沒有成為上帝的野心，在被斷髮找為同伴時，還故意把斷髮改造成怪物，來幫助鈴音一行人。
斷髮
【神蟲天皇】
分成666個分身-蟲，負責收集情報和小碎片-蘋果，相對上帝的體液。
其實她是一名穿著類似神職人員服裝的少女，擁有的能力是無限輪迴和無限增殖，能夠不斷的死而重生，在其中一生遇見了不知前幾代的最弱，由他得知自己大碎片的身分，並得到了斷髮這個名字，為了善用自己的力量才分成666個分身，因為能夠藉由吸取腦隨而得到對方的情報，並複製自己的存在，因此能做到改變外型的能力，也能夠在一定的範圍內改變身體。
因為受不了不斷的重生，所以乾脆想把世界的所有人全部複製成自己，但是其實她的最終目的是藉由戰鬥被殺死，但是在鈴音等人勸說下，和芬里爾狼一起旅行。

### 賢木財團關係人
賢木願鳳
賢木財團的經營者，愚龍和龍惠的父親，作風特立獨行。得到神的碎片－蘋果，因而擁有不死的生命，但是還是懼怕死亡，因而創造出永遠研究所。
世界再構築後他轉而研究新世界和之前的世界，創建了世界研究所。
黑木龍惠
賢木家分家黑木家的長女，預防賢木愚龍發生意外時作為替代的義妹。但事實上她是賢木夫妻的親生女兒，因為賢木Joker在戶籍上被記為死亡因此才登記為黑木家的孩子。
能夠使用遺傳自母親身為大碎片淚歌的能力，並命名為『龍之嘆息』，但是受限於普通人的靈魂量，要是使用太多會死亡，不過再和殺原姊妹合作時，吃下了蜜姬的肉，因而得到等同於蘋果的擁有者的生命。喜歡擁有御貴外貌的蛇。
在世界再構築後，和御貴及蛇處於三角關係。
貴御門御貴
黑木家的佣人，也是龍惠的青梅竹馬。被最弱的手下怪物舌刀殺害後，由蛇取代。
再世界再構築時回來了，現在和蛇爭奪龍惠。
偽原火乃
偽原樹夫
賢木願鳳為了給予身為繼承人的愚龍的戀人鈴音的友人眼球掘子正常人教育，而被派去模擬眼球掘子的父母的賢木財團任職的夫妻。
非常照顧掘子，但是兩人後來卻被當時還是敵對關係的殺菌消毒殺害並作成肉偶，並被給予殺害眼球掘子的任務，後來火乃因為反抗而被殺菌消毒消除，樹夫則是自願提供蘋果所在的心臟給眼球掘子後消失。
再構築後兩人都成為改名為偽原栗子的眼球掘子真正的父母了。

### 最弱的手下
相沢梅
【手長鬼】
全家被外號舌刀的連續殺人犯時雨紅丸殺害的小學女生，雙手被切除，在彌留之際被化名為藉口無法的最弱改造成為他的手下，屬於能力系。雖然雙手被切除，但是卻得到兩隻看不見的長手臂，在藉口無法的命令下以『手長鬼』的外號殺人及尋找蘋果持有者。但是後來因為被殺菌消毒消除了兩隻長手臂，因而被嘆木狂清綁架監禁，後來被藉口無法為了拿回蘋果殺害。
在世界重新構築後成為了一個普通的學生，父母健在，且升上國中。
舌刀
本名時雨紅丸的連續殺人犯，被最弱改造成怪物，能自口中伸出刀刃，所有的思考只有殺。在永遠研究所時被眼球掘子及手長鬼聯手殲滅。
在新構築的世界只是個精品店店員。
無雲 雨
私立觀音逆崎高中學生，被最弱改造成能自手中噴出溶解液的能力，被龍惠和蛇合作打倒。和經營喫茶店的夏子是好友。
在新構築的世界成為了大學生。
水無月夏子
在觀音逆崎鎮的商店街經營一家喫茶店，被最弱改造成能變形成一隻巨大的甲蟲的能力。

### 其他人物
蛇
聲：小林優
使人類掉入原罪的『蛇』之一族的末裔。

## 出版書籍
| 冊數 | 標題                 | Media Factory  | Media Factory      | 尖端出版社     | 尖端出版社             |
| 冊數 | 標題                 | 發售日期       | ISBN               | 發售日期       | ISBN                   |
| ---- | -------------------- | -------------- | ------------------ | -------------- | ---------------------- |
| 1    | 蟲，眼球，泰迪熊     | 2005年6月      | ISBN 4-84-011273-8 | 2006年10月12日 | ISBN 978-957-10-3294-8 |
| 2    | 蟲，眼球，殺菌消毒   | 2005年12月22日 | ISBN 4-84-011470-6 | 2007年1月6日   | ISBN 978-957-10-3473-7 |
| 3    | 蟲，眼球，巧克力聖代 | 2006年4月      | ISBN 4-84-011532-X | 2007年6月6日   | ISBN 978-957-10-3576-5 |
| 4    | 蟲，眼球，愛之歌     | 2006年8月      | ISBN 4-84-011593-1 | 2007年10月9日  | ISBN 978-957-10-3693-9 |
| 5    | 蟲，眼球，白雪公主   | 2006年12月     | ISBN 4-84-011765-9 | 2008年1月4日   | ISBN 978-957-10-3755-4 |
| 6    | 蟲，眼球，斷髮       | 2007年5月      | ISBN 4-84-011858-2 | 2008年5月8日   | ISBN 978-957-10-3852-0 |

### 改編漫畫
- 蟲、眼球、泰迪熊（蟲と眼球とテディベア）

| 冊數 | Media Factory  | Media Factory          | 尖端出版社    | 尖端出版社            |
| 冊數 | 發售日期       | ISBN                   | 發售日期      | EAN                   |
| ---- | -------------- | ---------------------- | ------------- | --------------------- |
| 1    | 2006年12月22日 | ISBN 978-4-8401-1650-4 | 2007年8月9日  | EAN 471-7-7022-1229-2 |
| 2    | 2007年6月23日  | ISBN 978-4-8401-1921-4 | 2008年3月11日 | EAN 471-7-7022-1662-7 |
| 3    | 2008年1月23日  | ISBN 978-4-8401-1989-4 | 2009年3月7日  | EAN 471-7-7022-2303-8 |
| 4    | 2008年5月23日  | ISBN 978-4-8401-2229-0 | 2009年7月4日  | EAN 471-7-7022-2304-5 |
| 5    | 2009年1月23日  | ISBN 978-4-8401-2515-4 | 2010年4月8日  | EAN 471-7-7022-2676-3 |
| 6    | 2009年9月23日  | ISBN 978-4-8401-2920-6 | 2011年6月23日 | EAN 471-7-7022-3917-6 |

## 廣播劇CD
- 廣播劇CD ASIN B000P0I5L6

## 外部連結
- 尖端出版官方網站-蟲，眼球，泰迪熊  （页面存档备份，存于）
- 尖端出版官方網站-蟲，眼球系列  （页面存档备份，存于）